# آنتونی پورتانتینو
آنتونی پورتانتینو (انگلیسی: Anthony Portantino؛ زادهٔ ۲۹ ژانویهٔ ۱۹۶۱) سیاستمدار اهل ایالات متحده آمریکا است.